# Прудніков Дмитро Михайлович
Дмитро Михайлович Прудніков (2 грудня 1989) — український легкоатлет, призер Літніх Паралімпійських ігор. Майстер спорту України міжнародного класу.
Займається легкою атлетикою у Дніпропетровському регіональному центрі з фізичної культури і спорту інвалідів «Інваспорт».
Чемпіон світу 2013 року. Чемпіон та срібний призер чемпіонату Європи 2013 року. Дворазовий чемпіон світу 2014 року. Бронзовий призер чемпіонату світу 2015 року. Дворазовий чемпіон (стрибок у довжину, потрійний стрибок), срібний призер (естафета 4х400 м) чемпіонату світу 2016 року. Чемпіон світу та бронзовий призер Чемпіонату світу 2017 року в потрійному і в стрибках в довжину відповідно. Срібний призер Чемпіонату європи 2018 року в стрибках у довжину. Зайняв 4-е місце на Чемпіонаті світу в 2019 році (стрибки в довжину). Після цього тривалий час не виступав на міжнародних змаганнях через несправедливе рішення спортивного лікара паралімпійської збірної Украіни з легкої атлетики, який помилково вважав, що у атлета сталося погіршення стану здовров'я тазових суглобів в порівнянні з попередніми медичними обстеженнями і тривалий час не допускав його до підготовки до Паралімпійських Ігор в Токіо 2021. Через призупинення підготовки до наступних змагань і втрати спортивної форми призер Паралімпіських Ігор був змушенний занінчити свою спортивну кар'єру наприкінці 2021 року.

## Державні нагороди
- Орден «За мужність» III ст. (4 жовтня 2016) — За досягнення високих спортивних результатів на XV літніх Паралімпійських іграх 2016 року в місті Ріо-де-Жанейро (Федеративна Республіка Бразилія), виявлені мужність, самовідданість та волю до перемоги, утвердження міжнародного авторитету України[1]